# Königlicher Garten

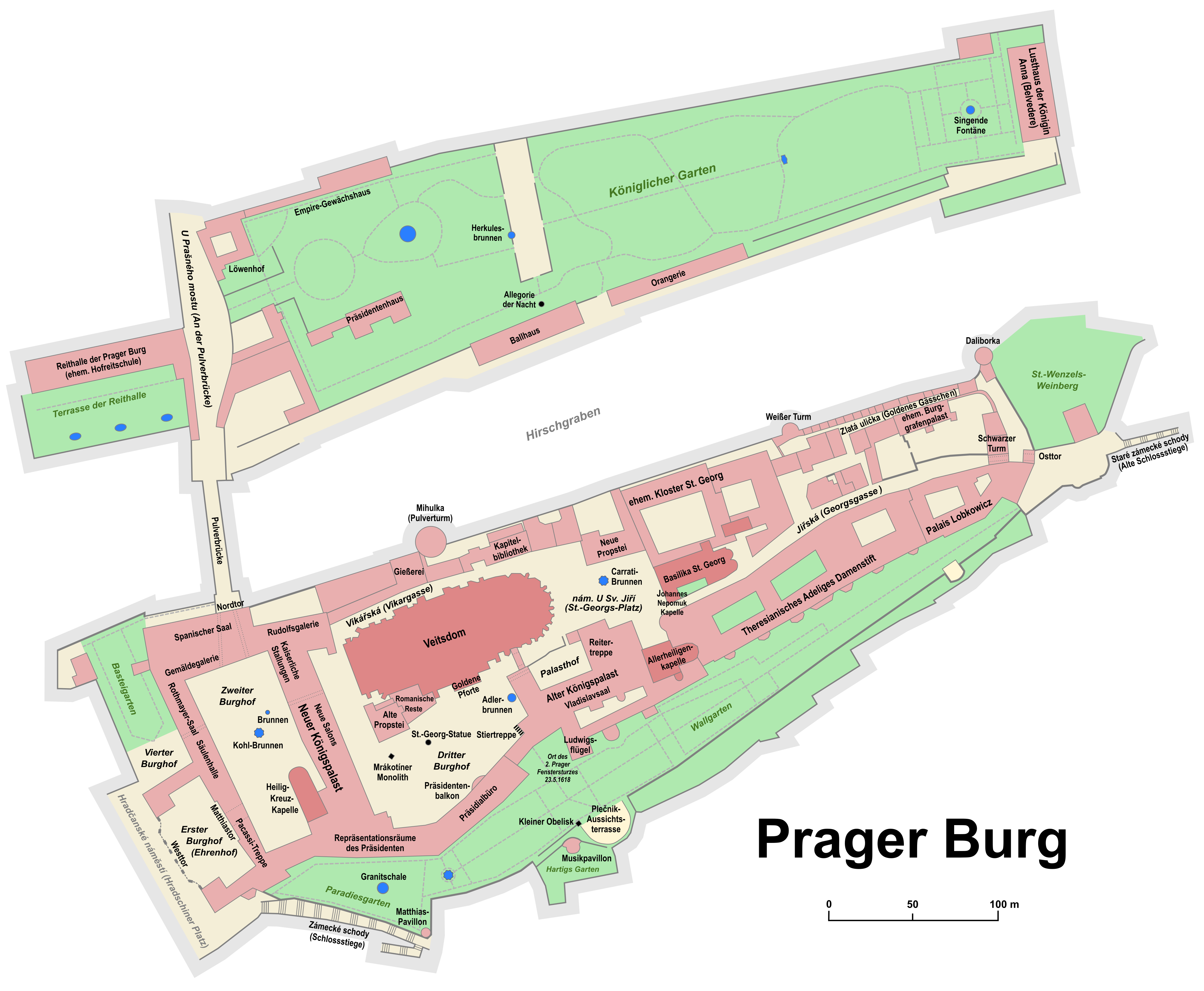
Karte der Prager Burg mit dem Königlichen Garten im Norden

Der Königliche Garten (tschechisch Královská zahrada) in Prag mit dem Lusthaus der Königin Anna ist der schönste und bedeutendste unter den Gärten der Prager Burg. Er wurde von Kaiser Ferdinand I. im Jahr 1534 im Stil italienischer Gärten gegründet und diente dem königlichen Hof für Repräsentationszwecke und zum Sammeln exotischer Pflanzen aus fernen Ländern. Berühmt wurde er für seine Tulpenzucht. Kaiser Rudolf II. ließ hier den Löwenhof bauen, den ersten Prager Zoo.
Im Garten findet sich eine Vielfalt der Baustile – vom ursprünglichen Renaissancegarten über barocke Elemente bis hin zur Landschaftsgestaltung des 19. Jahrhunderts. Besucher können hier seltene Nadelbäume sowie immergrüne Laubbäume, Linden, Hainbuchen, Rosskastanien, Platanen, Ahorne und auch Azaleen, Rhododendren, Pfingstrosen und Magnolien bewundern.
Der Königliche Garten ist wie die anderen Gärten der Prager Burg nur tagsüber und nur in den Monaten März bis Oktober geöffnet. Er ist durch die westlichen Tore von der Straße U Prašného mostu (Bei der Pulverbrücke) und durch das nördliche Tor beim Lusthaus der Königin Anna zugänglich. Weil er zum Areal der Burg gehört, werden Besucher einem Sicherheitscheck unterzogen.
Der Garten bietet einen einzigartigen Blick auf die Burg und den Veitsdom und bildet mit seiner ruhigen Atmosphäre einen Kontrast zum touristischen Trubel auf der Burg.

## Geschichte

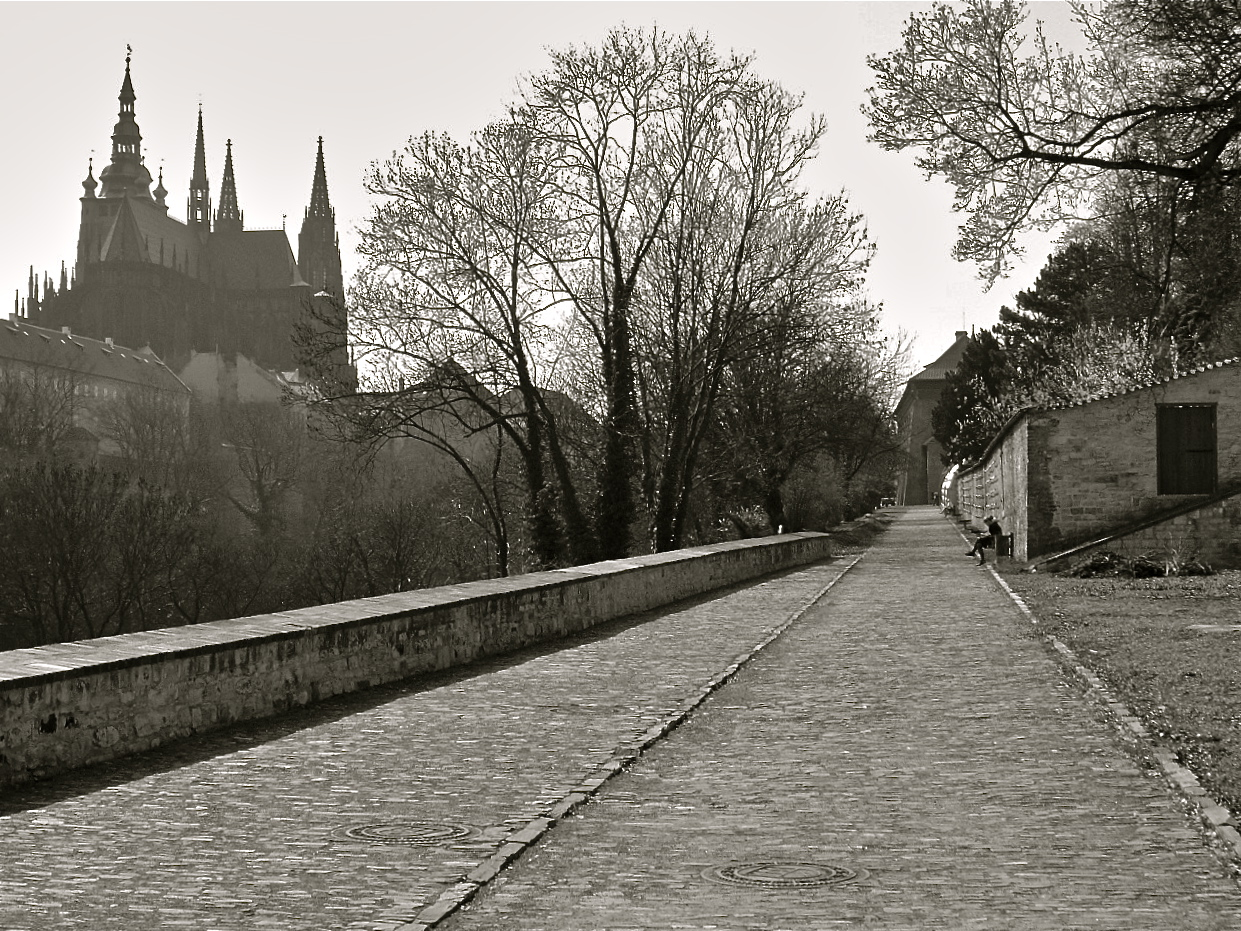
Blick über den Hirschgraben zum Veitsdom

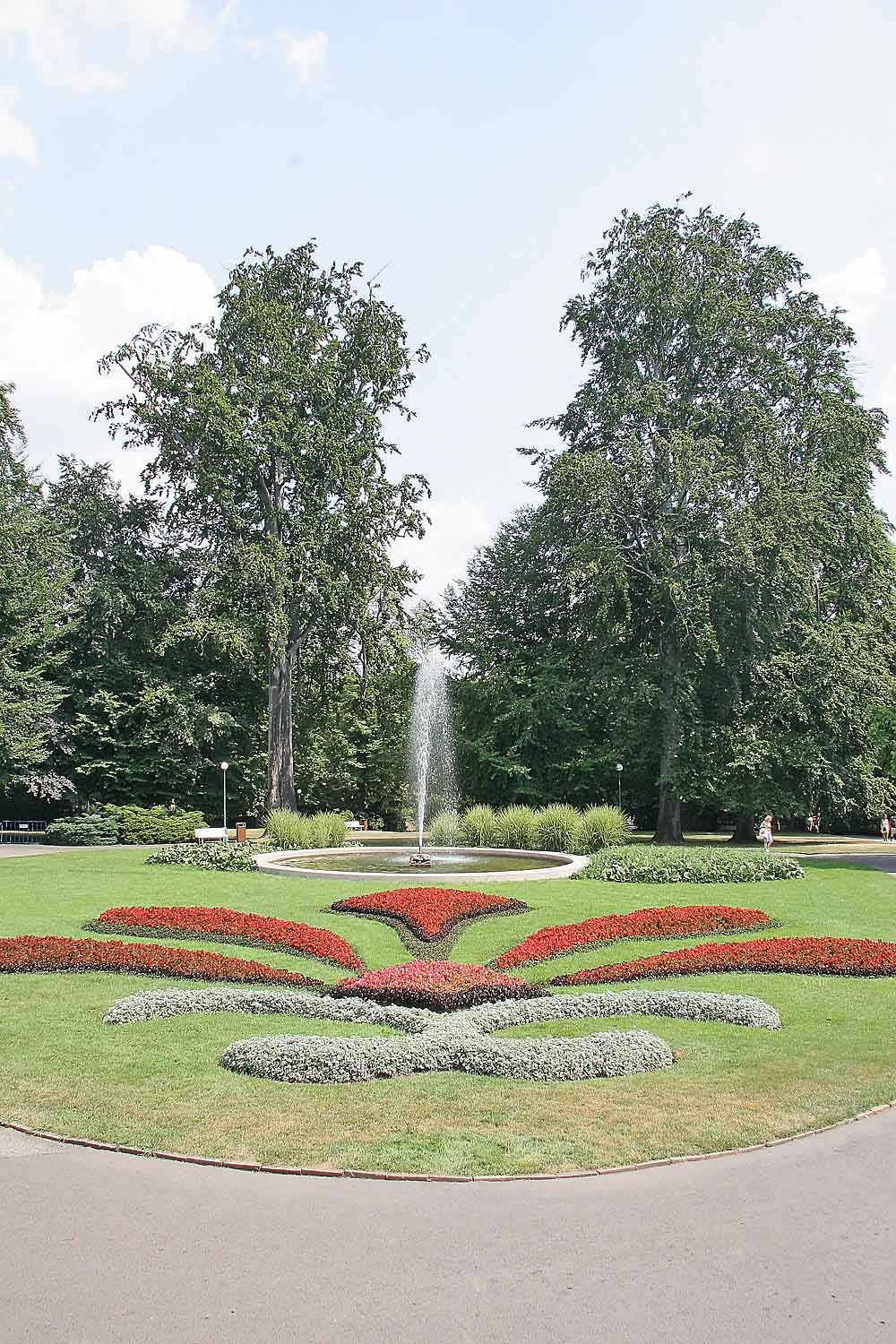
Im Königlichen Garten

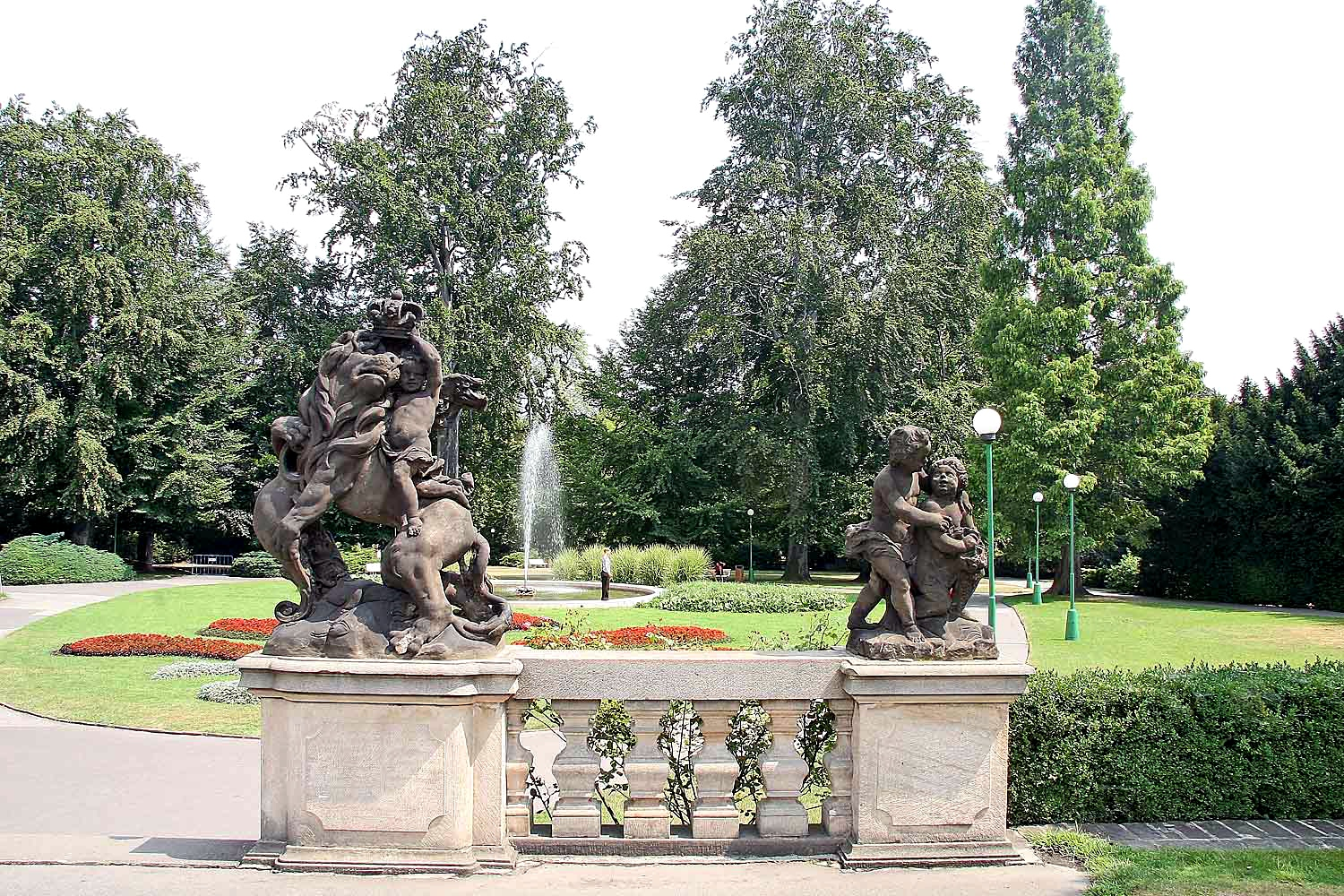
Im Königlichen Garten

Den Königlichen Garten gründete im Jahr 1534 der böhmische König und spätere Kaiser Ferdinand I. auf dem Gelände ehemaliger mittelalterlicher Weinberge. Unter der Leitung des italienischen Baumeisters Giovanni Spazio entstand nach italienischem Vorbild ein Renaissancegarten, der schon bald für seine botanischen Raritäten und exotische Pflanzen aus fernen Ländern berühmt wurde. Der Garten war auch wegen seiner Tulpenzucht sehr geschätzt; die Prager Tulpenzucht gehört zu den ältesten in Europa. Die damals sehr wertvollen Tulpenzwiebeln kamen vom türkischen Sultan aus Konstantinopel. Unter Spatios Leitung wurde 1538 auch der Grundstein für das Lusthaus der Königin Anna gelegt und der Garten später mit einer Mauer umschlossen. Noch zu Zeiten Kaiser Ferdinands I. wurde auch ein Tiergehege eingerichtet.
In den folgenden Jahren wurden weitere Gebäude gebaut, die der Unterhaltung der höfischen Gesellschaft dienten: Ballhaus, Löwenhof, Feigenhaus und Orangerie. Im 18. Jahrhundert wurde der Garten unter Mitwirkung von Kilian Ignaz Dientzenhofer und Matthias Bernhard Braun in Barockstil umgestaltet und mit Skulpturen und Zierelementen ausgeschmückt. Mitte des 19. Jahrhunderts wurde der Garten im Stil eines englischen Landschaftsgartens neugestaltet. Während der Ersten Republik wurde hier eine Präsidentenresidenz gebaut, in der alle tschechoslowakischen Präsidenten von 1938 bis 1989 wohnten. Während dieser Zeit war der Garten nicht zugänglich. Nach der sogenannten Samtenen Revolution ließ im Frühjahr 1990 Präsident Václav Havel den Garten für die Öffentlichkeit öffnen.

## Beschreibung
Der Königliche Garten im Stadtteil Hradčany hat eine Fläche von 3,6 Hektar. Auf der Südseite grenzt er an den Hirschgraben, der ihn von der Prager Burg trennt. Die Brücke Prašný most (Pulverbrücke) über den Hirschgraben bildet die Verbindung zur Burg. Auf der Nordseite ist der Garten durch eine Mauer begrenzt.
Der Königliche Garten verfügt über bedeutende historische Gebäude, Statuen, Springbrunnen, viele dekorative Gartenelemente, wertvolle alte Bäume und kunstvoll gestaltete Zierbeete. Am östlichen Ende befindet sich das Lusthaus der Königin Anna mit der Singenden Fontäne, auf der Südseite über dem Hang des Hirschgrabens stehen das Ballhaus und ein modernes Gewächshaus (Orangerie), im westlichen Teil das Präsidentenhaus, das Empire-Gewächshaus und der ehemalige Löwenhof (heute ein Restaurant).

### Lusthaus der Königin Anna(Letohrádek královny Anny)

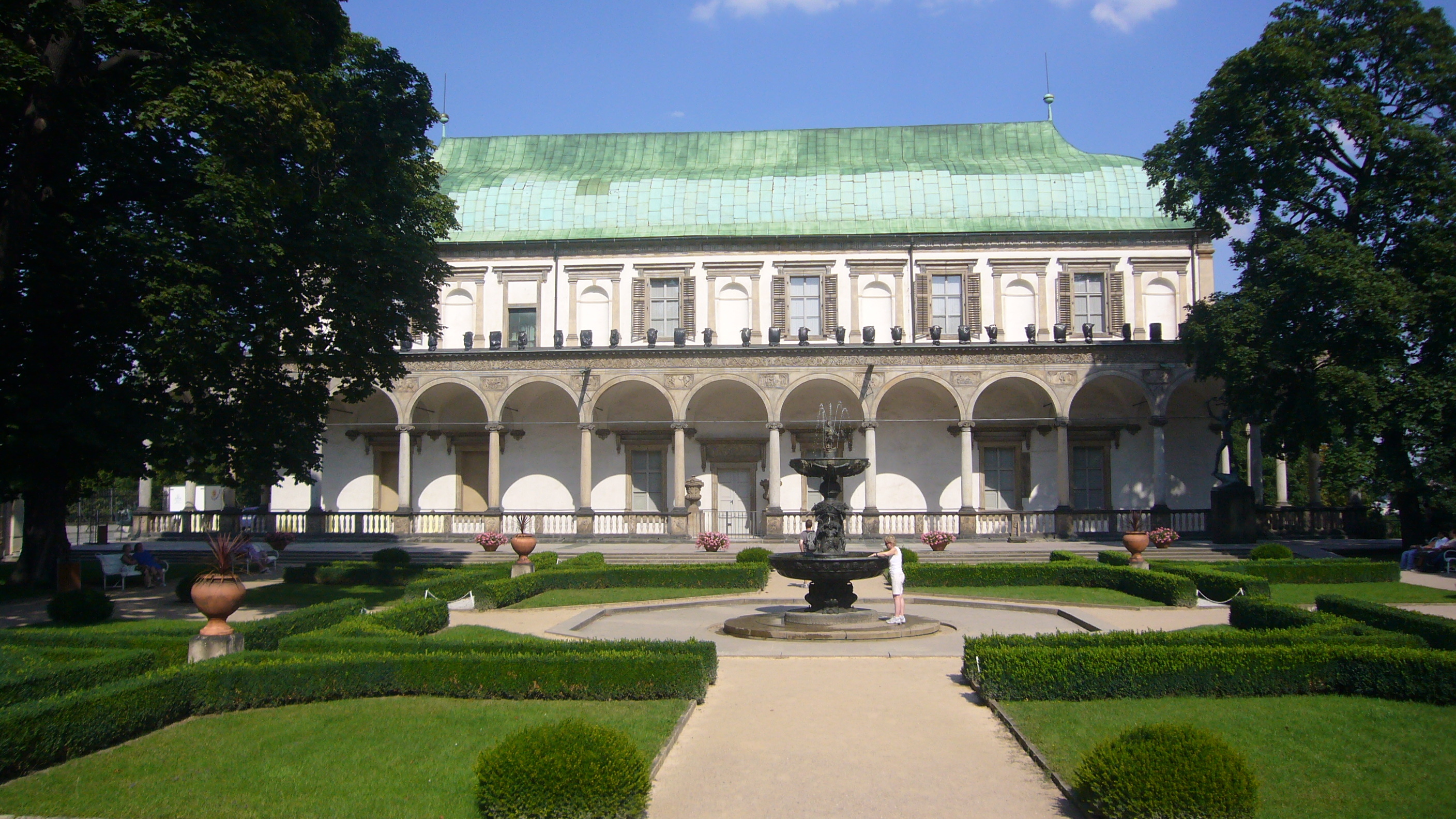
Lusthaus der Königin Anna

Das Schlösschen mit dem offenen Arkadengang stammt aus der Mitte des 16. Jahrhunderts und steht am östlichen Ende des Königlichen Gartens. Es ist ein Meisterwerk der italienischen Renaissancebaukunst und ein architektonischer Höhepunkt des Gartens. Rundbögen der Loggia ruhen auf schlanken Säulen und sind reich mit Reliefs verziert, sie stellen Szenen aus der griechischen Mythologie und der Jagd dar. Kaiser Ferdinand I. ließ es nach einem Entwurf von Paolo della Stella für seine Gemahlin Königin Anna bauen. Im Obergeschoss richtete Kaiser Rudolf II. später sein berühmtes Observatorium ein, in dem unter anderem Tycho Brahe und Johannes Keppler arbeiteten. Nach einer Sanierung in den 1950er Jahren wird das Schlösschen für wechselnde Kunstausstellungen genutzt, es ist nur zur Ausstellungszeiten geöffnet.
Rechts vor dem Gebäude steht die Statue Vítězství (Der Sieg, 1921) von Jan Štursa.

### Singende Fontäne(Zpívající fontána)

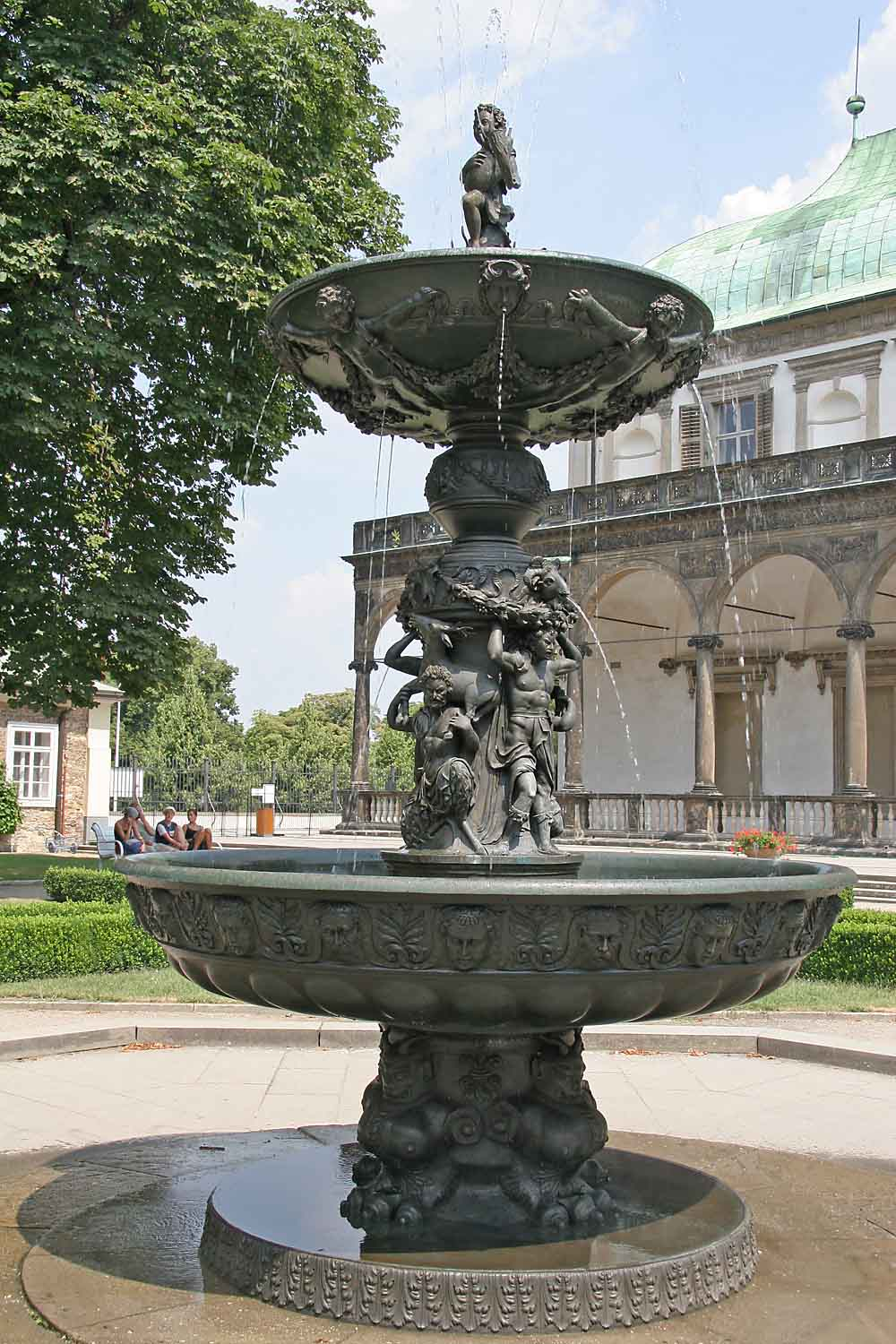
Singende Fontäne

Der bronzene Renaissancebrunnen steht in der Mitte des Giardinettos, eines kleinen Ziergartens im Renaissancestil vor dem Lusthaus der Königin Anna. Entworfen hat ihn der italienische Künstler Francesco Terzio, in Bronze gegossen der Brünner Glockengießer Tomáš Jaroš. (Aus der Werkstatt von Tomáš Jaroš stammt auch die sogenannte Sigismundglocke, die größte Glocke im Veitsdom.) Der Brunnen wurde im Jahr 1568 fertiggestellt, die Wasserleitung wurde 1574 gelegt.
Der Brunnen hat zwei übereinander angeordnete Schalen. Die untere Brunnenschale wird von vier Faunusfiguren gehalten, der Beckenrand ist mit Masken und Pflanzenmotiven verziert. Die Säule, die die obere Schale trägt, ist mit mythischen Figuren und Gestalten von Hirten geschmückt. Unter ihnen ist auch der griechische Hirtengott Pan, der einen Hirsch auf seinen Schultern trägt. Die obere Schale ist mit Figuren, Girlanden und Masken verziert. An der Spitze steht die Figur eines spielenden Dudelsackpfeifers. Die feinen Wasserstrahlen, die aus Tierköpfen und Masken herausspritzen, erzeugen beim Aufprall in die Schale einen feinen Ton, den man hören kann, wenn man unterhalb des Wasserbeckens kniet und sein Ohr an die Schale legt. Deshalb wird die Fontäne „die Singende“ genannt.

### Orangerie

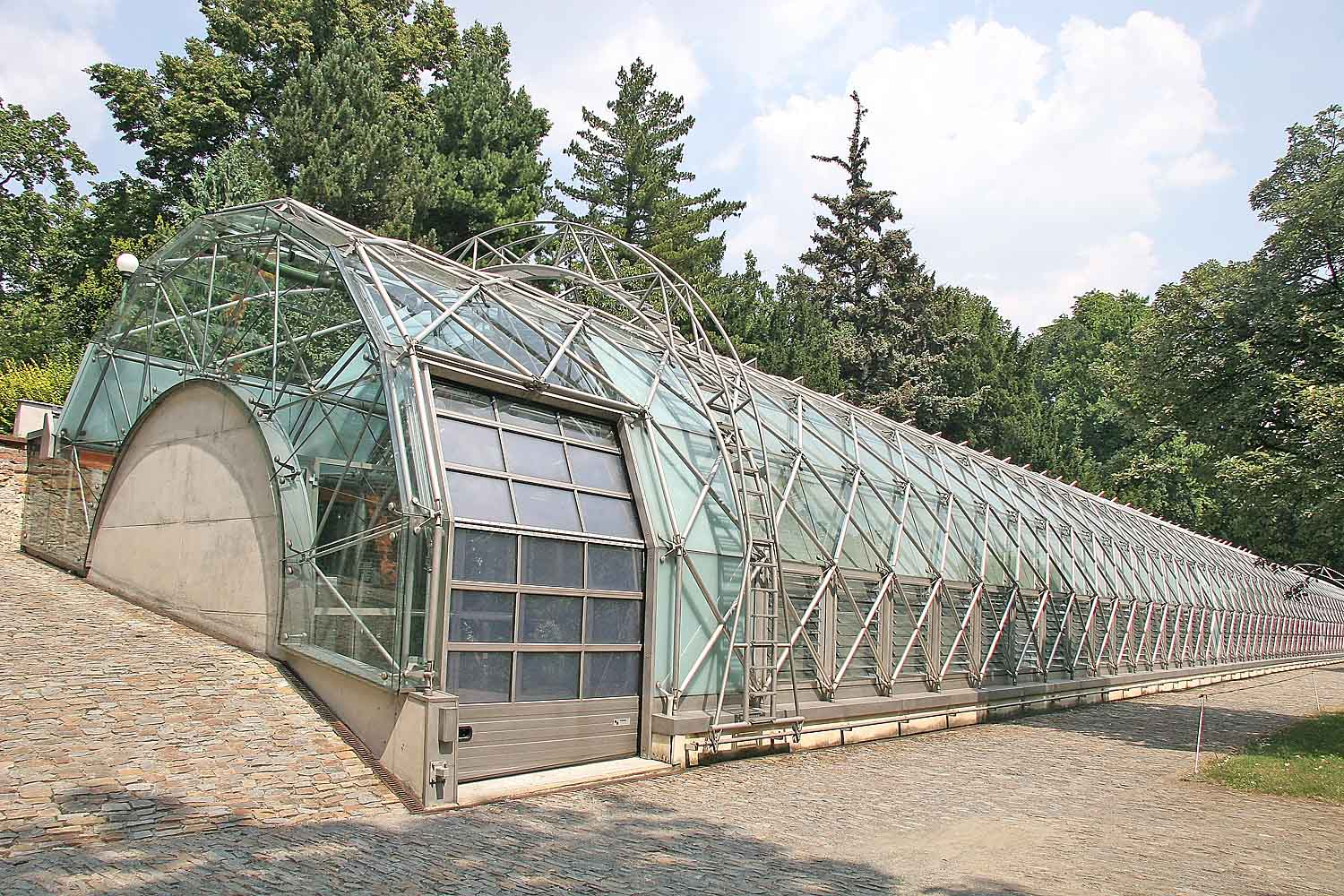
Orangerie

Die Orangerie ist das jüngste Gebäude im Königlichen Garten. Das etwa 90 Meter lange moderne Gewächshaus wurde 1999 auf Initiative von Olga Havlová, der Ehefrau des damaligen Staatspräsidenten Václav Havel, von der tschechisch-britischen Architektin Eva Jiřičná entworfen. Die „Neue Orangerie“ steht an der Stelle der ursprünglichen Orangerie, die Kaiser Rudolf II. im Jahr 1590 für den Anbau von wärmeliebenden exotischen Früchten und mediterranen Pflanzen (Zitrusfrüchte, Mandeln) erbauen ließ. Die ursprüngliche Orangerie wie auch das Feigenhaus wurden im Dreißigjährigen Krieg zerstört, als sächsische und schwedische Truppen den Königlichen Garten verwüsteten.
In der Orangerie werden heute Zimmerpflanzen angebaut, die für Repräsentationsräume der Prager Burg bestimmt sind. Im Jahr 2013 wurde auch der Anbau von Zitrusfrüchten wieder aufgenommen. Die Orangerie ist in den Sommermonaten für Besucher geöffnet. Im Inneren befindet sich eine Ausstellung zur Geschichte der Orangerie und des Königlichen Gartens, man kann sich insbesondere auch über die Geschichte des Tulpenanbaus im Königlichen Garten informieren.

### Ballhaus(Míčovna)

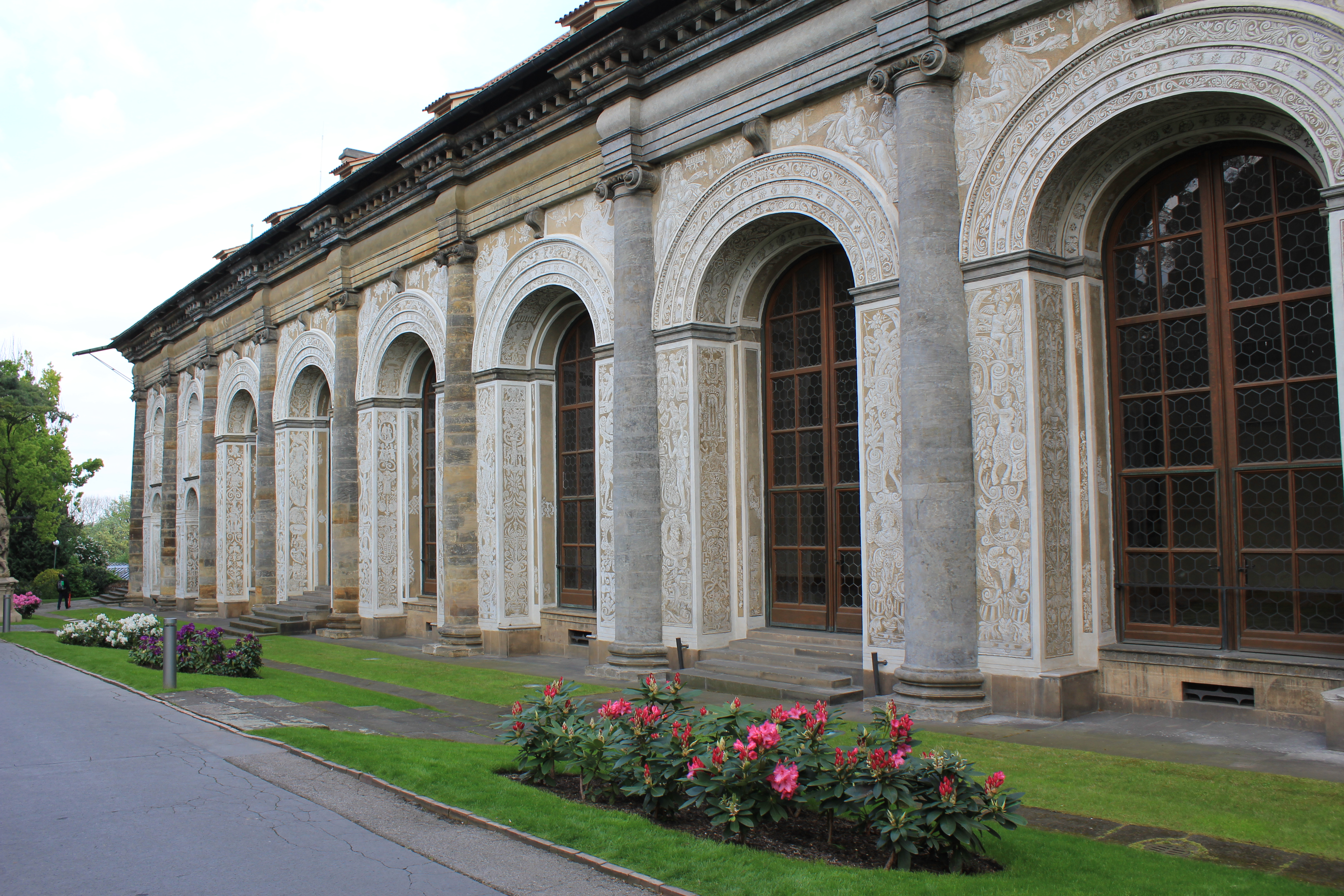
Ballhaus

Das Ballhaus (Ballspielhalle) ist ein langgestreckter Renaissancebau auf der Südseite des Königlichen Gartens, direkt über dem Hang des Hirschgrabens. Erbaut wurde es unter der Leitung der Baumeister Bonifaz Wohlmut und Ulrico Aostalli in den Jahren 1567 bis 1569.
Die dem Garten zugewandte Nordseite ist aufwendig gestaltet und bis zu einer Höhe von 14 Metern mit einem Sgraffito verziert. Es zeigt allegorische Darstellungen der vier Elemente, der sieben freien Künste sowie sieben Tugenden. Das Ballhaus diente der höfischen Gesellschaft für die damals beliebten Ballspiele. Dabei wurde ein harter Lederball mit einem Holzschläger oder mit einem ausgezogenen Schuh in Richtung des Gegenspielers abgeschlagen, der ihn im Flug fangen sollte.
Im 17. Jahrhundert wurde das Ballhaus in eine königliche Reithalle umgewandelt und auch als Pferdestall genutzt. Während der Regierungszeit des Kaisers Josef II. war es Kaserne und Militärlager. Bei Kämpfen im Mai 1945 brannte das Gebäude vollständig nieder, nur die Außenwände blieben erhalten. Nach dem Krieg übernahmen der Architekt Pavel Janák und der Bildhauer Josef Wagner den Wiederaufbau, dabei wurden die ursprünglich offenen Rundbögen verglast. Die Sgraffiti wurden in den 1970er Jahren restauriert. Anstelle eines zerstörten Sgraffito im Mittelteil schuf man neue Sgraffiti im Stil des sozialistischen Realismus, sie zeigen das Emblem des Fünfjahresplans mit Hammer und Sichel und Allegorien der Industrie und Landwirtschaft.
Heute dient das Ballhaus hauptsächlich wechselnden Kunstausstellungen und Konzerten. Es ist nur zu den Ausstellungszeiten geöffnet.

### Skulptur „Die Nacht“

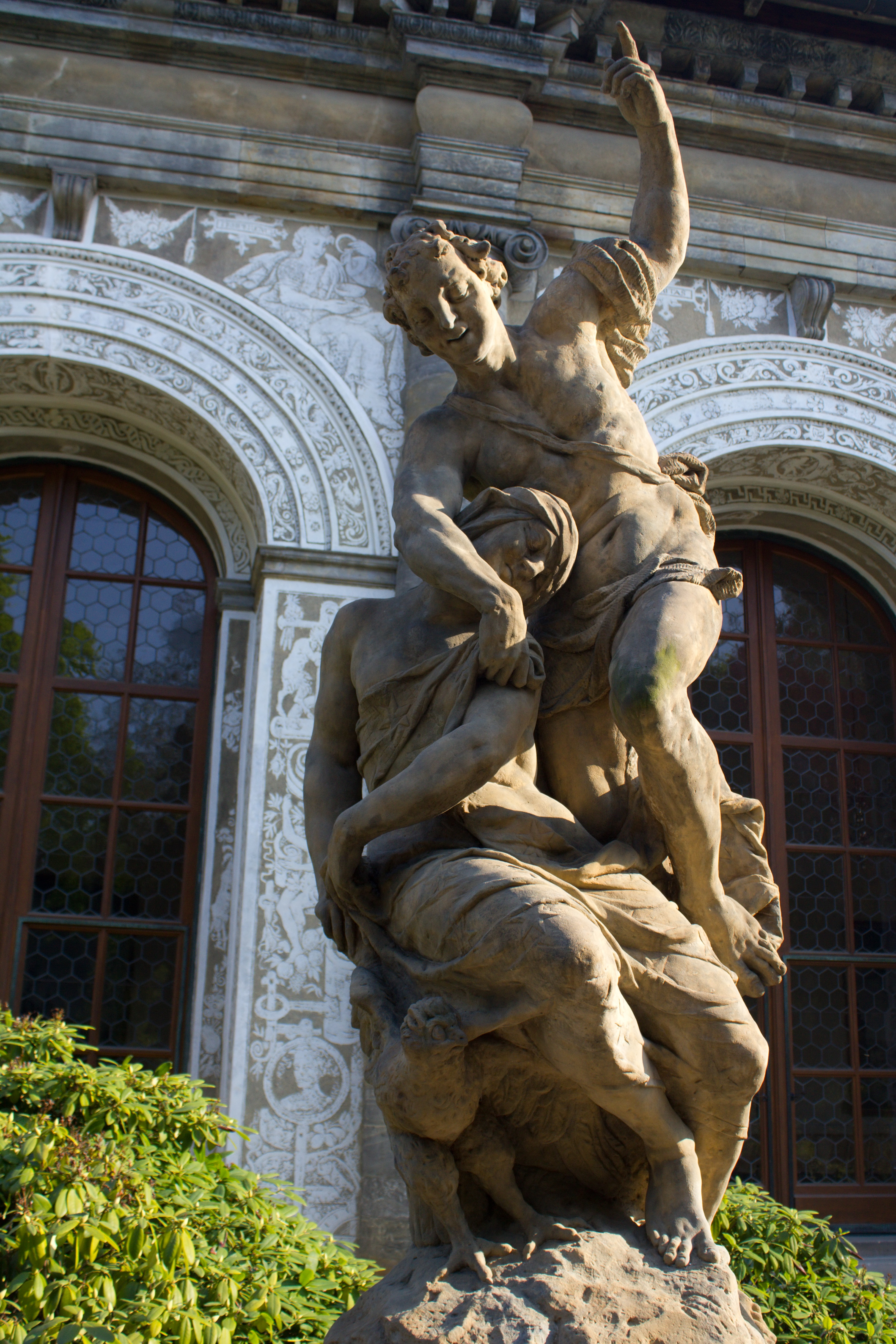
Allegorie der Nacht

Die barocke Allegorie der Nacht aus dem Jahr 1734 steht vor dem Ballhaus. Die Sandsteinskulptur stammt aus der Werkstatt von Matthias Bernhard Braun und ist wahrscheinlich das Werk seines Neffen Anton Braun. Sie hatte ursprünglich ein Pendant, die Skulptur Der Tag, die während der preußischen Belagerung 1757 zerstört wurde. Das Skulpturenpaar stellte allegorisch den Wechsel von Nacht und Tag dar.
Allegorie der Nacht besteht aus zwei Figuren. Die schlafende weibliche Figur ist in kunstvoll gestaltete Draperie eingehüllt und stellt die Nacht dar. Sie sitzt auf den Flügeln einer Eule, eines nachtaktiven Vogels. Darüber erhebt sich die Figur eines Jünglings, er stellt den aufgehenden Mond dar.
Von Matthias Bernhard Braun stammen noch zwei Löwenstatuen mit kleinen Putten und zwei dekorative Barockvasen im Garten.

### Herkulesbrunnen(Herkulova kašna)

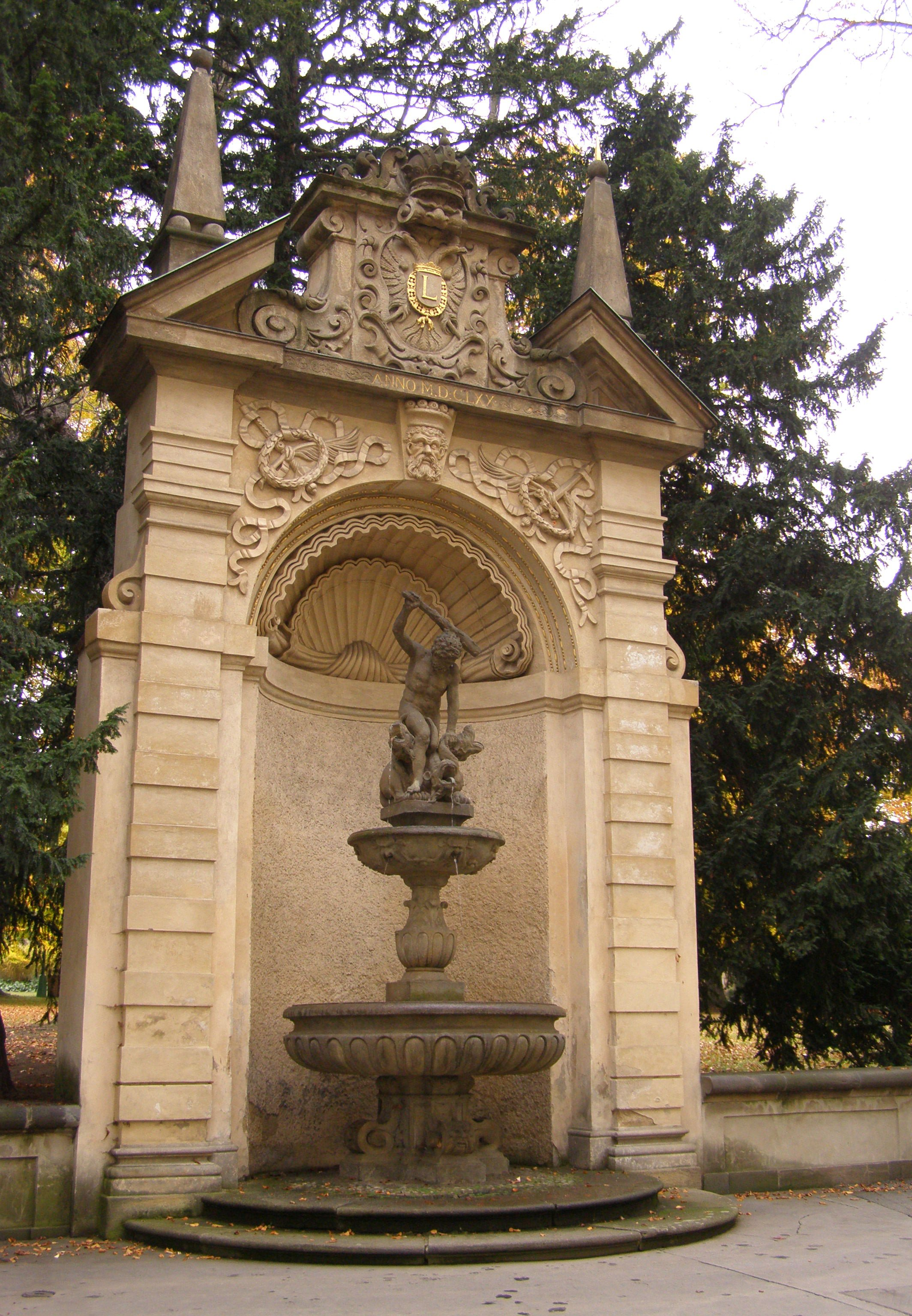
Herkulesbrunnen

Den großen Platz vor dem Ballhaus schmückt der barocke Herkulesbrunnen aus Sandstein aus dem Jahr 1670. Er steht in einer großen, kunstvoll gestalteten Nische, die von dem Architekten Francesco Caratti entworfen wurde, die Jahreszahl MDCLXX ist in goldenen Lettern über dem Brunnen eingraviert. Der Brunnen hat zwei Schalen. Über der oberen Brunnenschale erhebt sich die Skulptur von Herkules, ein Werk des Bildhauers Johann Georg Bendl. Herkules hält eine Keule in der Hand und kämpft mit dem dreiköpfigen mythischen Höllenhund Kerberos. Aus dessen drei Rachen sprudelt Wasser in die obere Brunnenschale. Sie ist mit Masken verziert, aus deren Mündern Wasser in die untere Brunnenschale fließt.
Bei diesem Werk ließ sich Johann Georg Bendl wahrscheinlich von Skulpturen des niederländischen Bildhauers Adriaen de Vries inspirieren.

### Präsidentenhaus(Prezidentský domek)

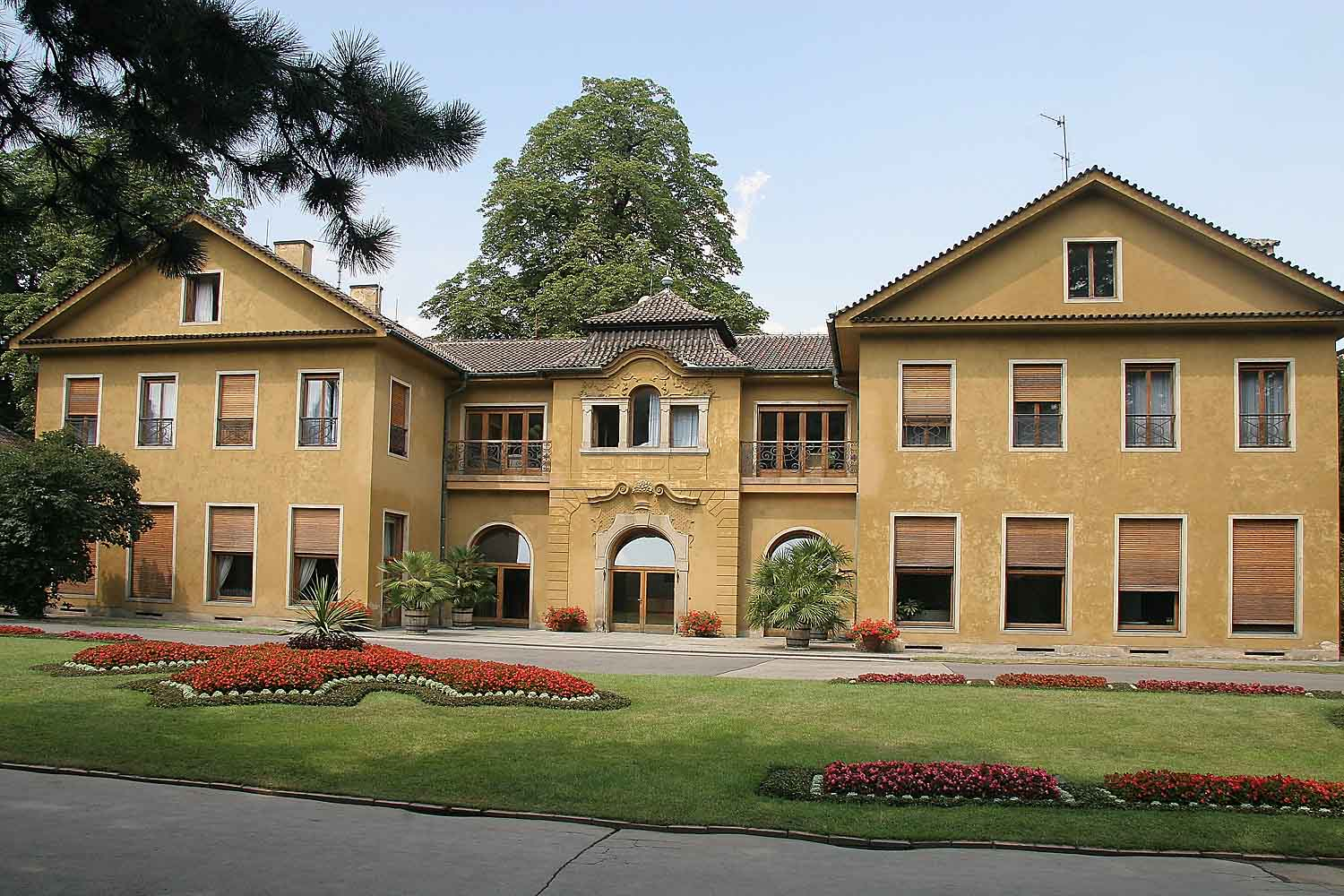
Villa von Dr. Eduard Beneš

Im westlichen Teil des Königlichen Gartens steht das sogenannte Präsidentenhaus, es wird auch domeček (das Häuschen) oder Vila Dr. Eduarda Beneše (Villa von Dr. Eduard Beneš) genannt. In den Jahren 1938 bis 1989 war es Wohnhaus tschechoslowakischer Präsidenten. Die Villa wurde für den zweiten Präsidenten Edvard Beneš errichtet. Der Architekt Pavel Janák verwendete dafür den noch erhaltenen gemauerten Mittelteil einer ehemaligen barocken Orangerie von Kilian Ignaz Dientzenhofer aus dem Jahr 1731 und ergänzte ihn um zwei Flügel.
Die Anwesenheit der Staatsoberhäupter führte zur Schließung des Königlichen Gartens während der gesamten Zeit des kommunistischen Regimes. Aus Sicherheitsgründen mussten auch alle Fenster der Prager Burg, die zum Königlichen Garten führten, verblendet werden und sowohl der Hirschgraben als auch der Turm des Veitsdoms waren für die Öffentlichkeit nicht zugänglich.
Präsident Václav Havel wohnte nur eine kurze Zeit hier und die nachfolgenden Präsidenten nutzen die Villa nicht mehr. Die Burgverwaltung plant eine Sanierung und will die Villa für Unterbringung von Staatsgästen und für kleinere Veranstaltungen nutzen.

### Empire-Gewächshaus(Empírový skleník)
Das Gewächshaus wurde um 1820 gebaut und steht in der nordwestlichen Ecke des Gartens, direkt an der Außenmauer. In der zweiten Hälfte des 19. Jahrhunderts wurde es um ein weiteres Gewächshaus vergrößert und nach dem Zweiten Weltkrieg zum Löwenhof erweitert. Nach einem kompletten Umbau dient das Gewächshaus heute den Bedürfnissen der Burggärtner. Seit 2013 findet hier jedes Jahr die Ausstellung Vorfrühling im Königlichen Garten (Předjaří v Královské zahradě) statt. Nur während dieser Zeit ist das Empire-Gewächshaus öffentlich zugänglich.

### Löwenhof(Lví dvůr)

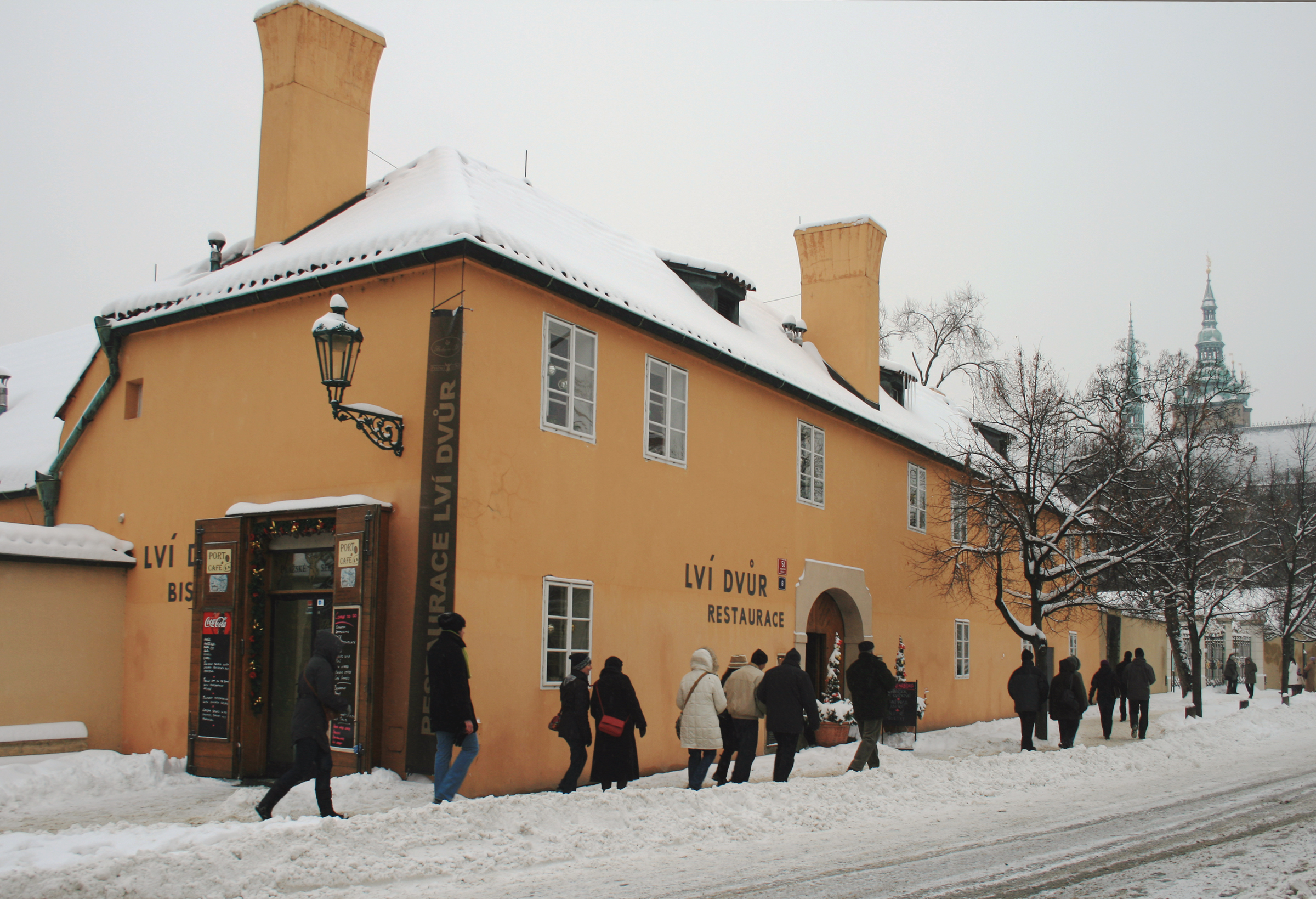
Restaurant Löwenhof, Eingang von der Straße U Prašného mostu

Das Renaissancegebäude am westlichen Ende des Königlichen Gartens ließ Kaiser Rudolf II. in den Jahren 1581 bis 1583 errichten. Bauherr war der kaiserliche Baumeister Ulrico Aostalli. Es war der erste Prager Zoo. In Gehegen hielt der Kaiser Löwen, Leoparden, Tiger, Bären und Orang-Utans. Im Haus lebten auch die Tierpfleger. Rund um den Hof gab es eine Tribüne, von der aus Zuschauer die Tiere beobachten konnten. Ab Ende des 17. Jahrhunderts ging die Tierzucht im Löwenhof zurück und Ende des 18. Jahrhunderts wurde hier ein Gasthaus eingerichtet. Nach einem Umbau in den Jahren 1967 bis 1972 wurde das Renaissancegebäude zu einem Restaurant mit einem Garten umgestaltet.
Der Prager Chronist František Ruth berichtet von einem Löwen, den Kaiser Rudolf II. vom türkischen Sultan erhielt und den er besonders liebte. Der kaiserliche Astrologe Tycho de Brahe entdeckte, dass der Kaiser und sein Löwe unter derselben Sternenkonstellation geboren wurden und sagte voraus, dass die beiden zu gleicher Zeit sterben würden. Tatsächlich starb der Kaiser wenige Tage nach dem Tod seines geliebten Löwen.
Eine weitere Legende erzählt von einer Dame, die einen Handschuh in das Löwengehege fallen ließ, als sie die Tiere beobachtete. Ein tapferer Ritter sprang in das Gehege und brachte der Dame ihren Handschuh zurück. Nach einer Version der Geschichte war es der Anfang einer Liebesbeziehung. Nach einer anderen Version wünschte der edle Ritter jedoch keinen Dank und verließ den Platz. František Ruth zitiert in diesem Zusammenhang Friedrich Schillers Gedicht Der Handschuh, merkt aber an, dass das Gedicht wahrscheinlich eine andere, ähnliche Legende zur Grundlage hatte.